# Münster Zur Schönen Unserer Lieben Frau

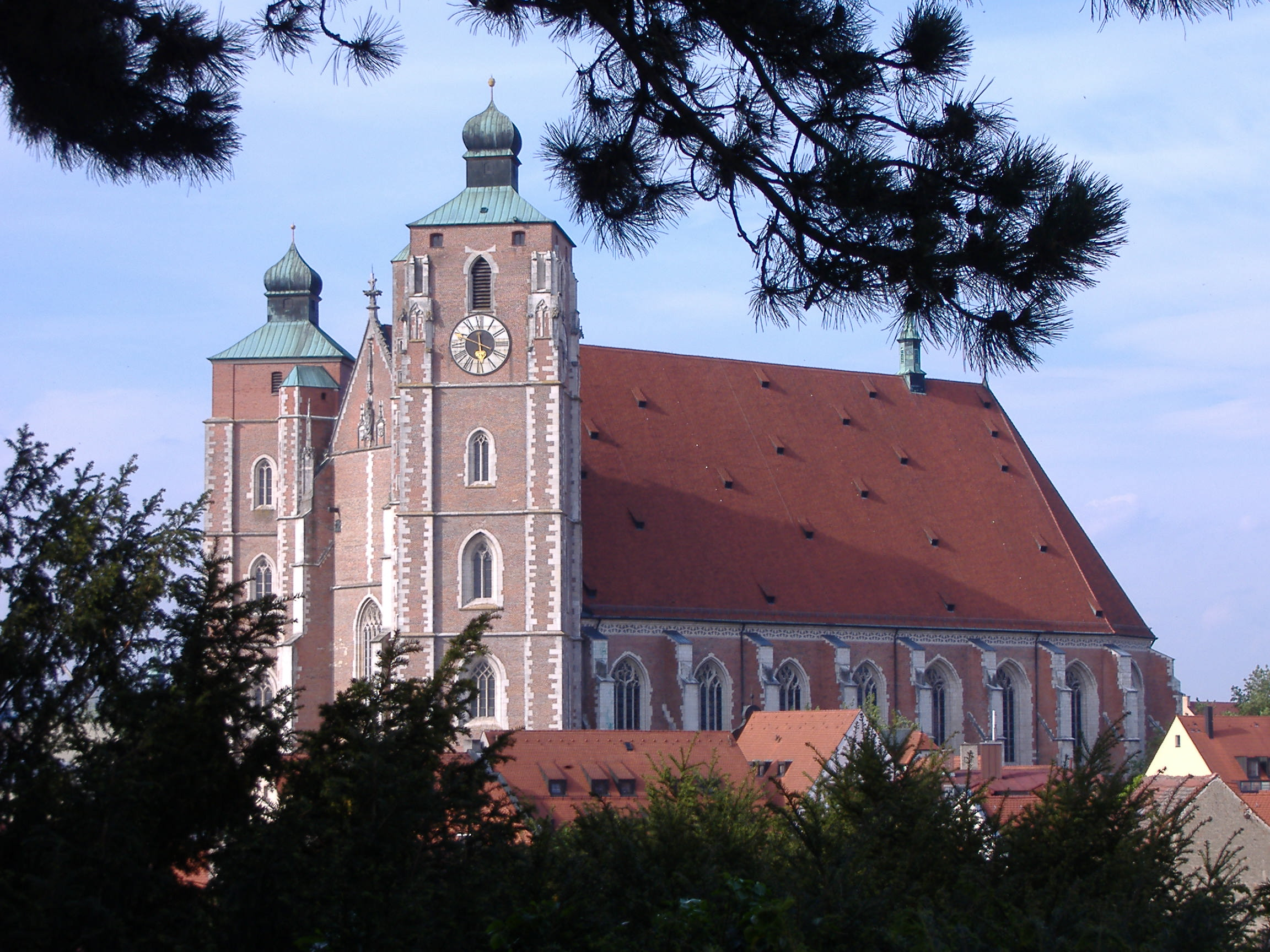
Blick vom Scherbelberg

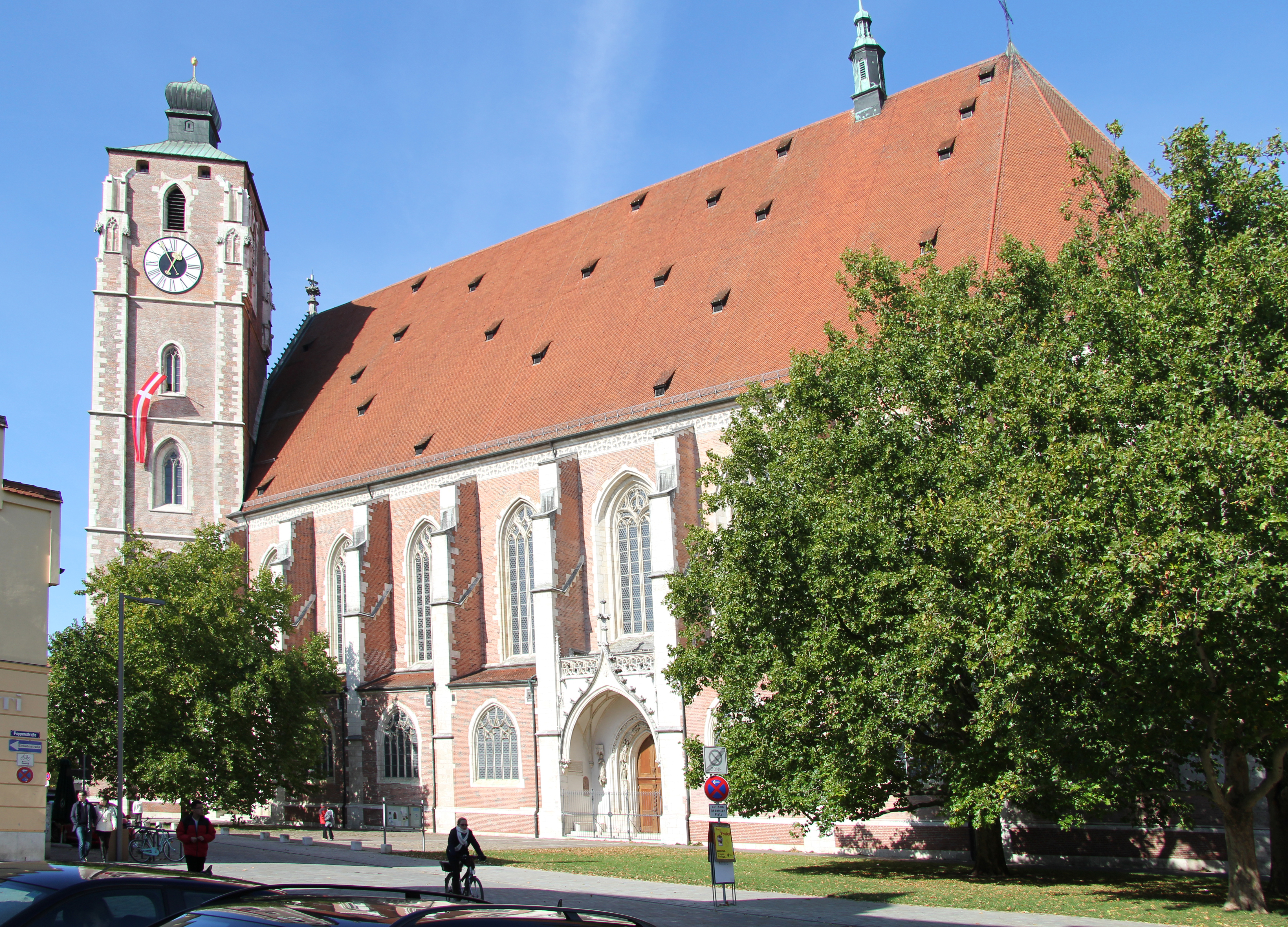
Südseite des Münsters

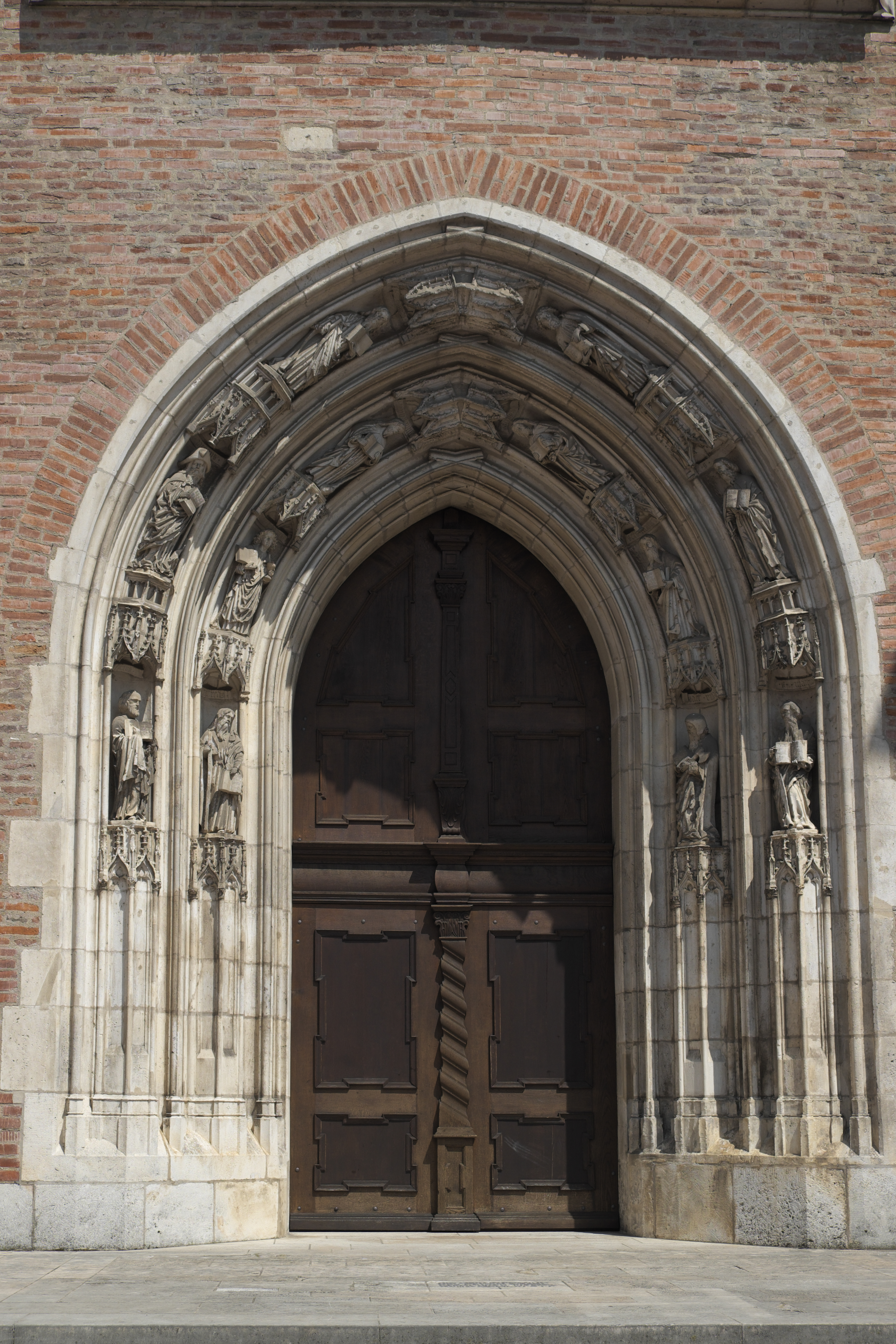
Westportal des Münsters

Das Münster Zur Schönen Unserer Lieben Frau oder Liebfrauenmünster ist eine katholische Pfarrkirche (Obere Pfarr) in Ingolstadt im bayerischen Bistum Eichstätt. Die spätgotischen Kirche des 15. Jahrhunderts ist ein Grenzfall von Hallenkirche und Pseudobasilika. Die Bezeichnung Münster bezieht sich nicht auf eine Funktion als Klosterkirche, sondern auf ihre Größe.

## Geschichte

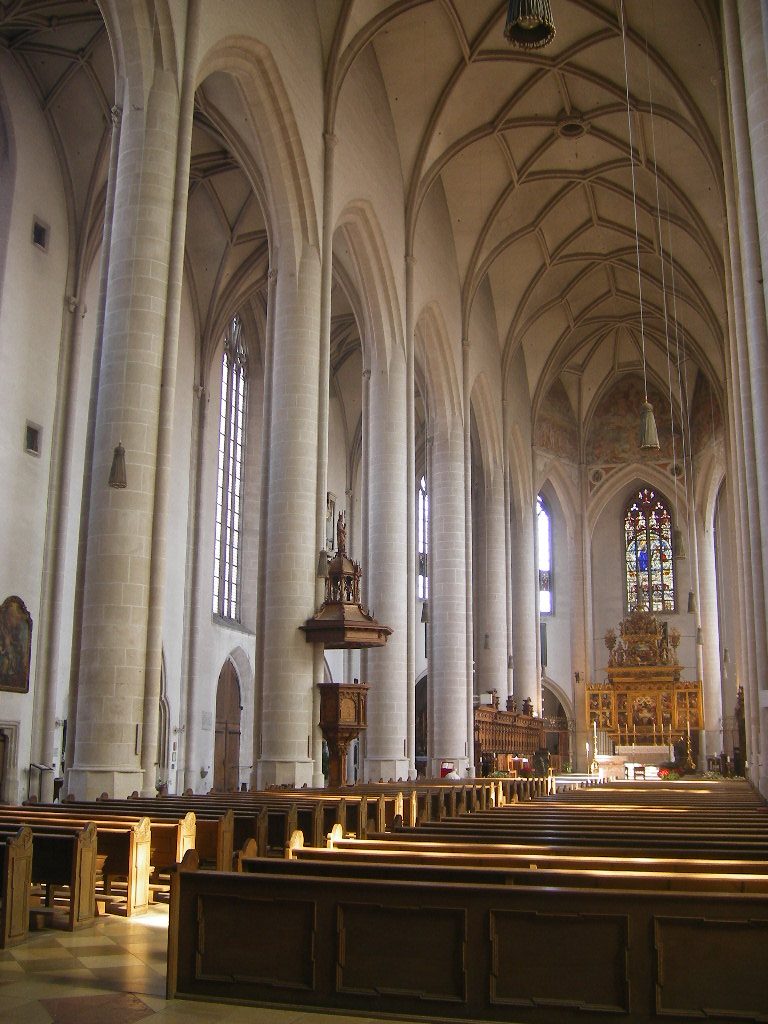
Kirchenschiff ostwärts

Auf der Stelle, an dem das Münster entstehen sollte, befand sich vorher bereits eine hölzerne Kirche. Im Jahr 1407 wurde die Stadt Ingolstadt in zwei Pfarreien geteilt, daraus resultierte auch der Name der nach der Unteren Pfarr St. Moritz erbauten Oberen Pfarr.
Im Jahre 1425 schließlich begann der Bau der Kirche, finanziert von einer Stiftung des Wittelsbacher Herzogs Ludwig VII., geplant als seine Grabkirche. Diesen Zweck erfüllte sie allerdings nie, da Herzog Ludwig in Gefangenschaft starb und im Kloster Raitenhaslach begraben wurde. Im Jahre 1438 stiftete er der Kirche noch ein wertvolles Marienbildnis, das 1801 zerstört wurde. Dieses Marienbildnis war Namensgeber für die Kirche, die danach den Namen Zur Schönen Unserer Lieben Frau trug. Im Jahre 1441 stiftete Ludwig noch einen Armenkonvent von 1000 Armen, die im Gegenzug für Geld und Essen für seine Seele beten sollten. Zu der Aufstellung des Armenkonvents kam es allerdings nie. Im Jahre 1525, 100 Jahre nach dem Baubeginn, wurde das Münster fertiggestellt. Die mit Spitzen statt Hauben geplanten Türme sollten ursprünglich eine Höhe von 86 Metern erreichen. Die Bauarbeiten an der Kirche wurden aufgrund finanzieller Schwierigkeiten nicht beendet, so dass die Kirchtürme heute lediglich eine Höhe von 62 und 69 Metern haben.
Große Blüte erfuhr das Münster zu der Zeit, als es zugleich Pfarr- und Universitätskirche war, wovon heute noch der Hochaltar von Hans Mielich zeugt. Er wurde im Jahre 1572 anlässlich des hundertjährigen Bestehens der Bayerischen Landesuniversität errichtet.
Der berühmte Ingolstädter Kontroverstheologe Johannes Eck war lange Jahre Münsterpfarrer und wurde nach seinem Tod 1543 hier beigesetzt. Auch der Humanist und Ingolstädter Professor Veit Amerbach fand, wie auch andere Professoren, im Liebfrauenmünster seine letzte Ruhestätte.

## Baugeschichte

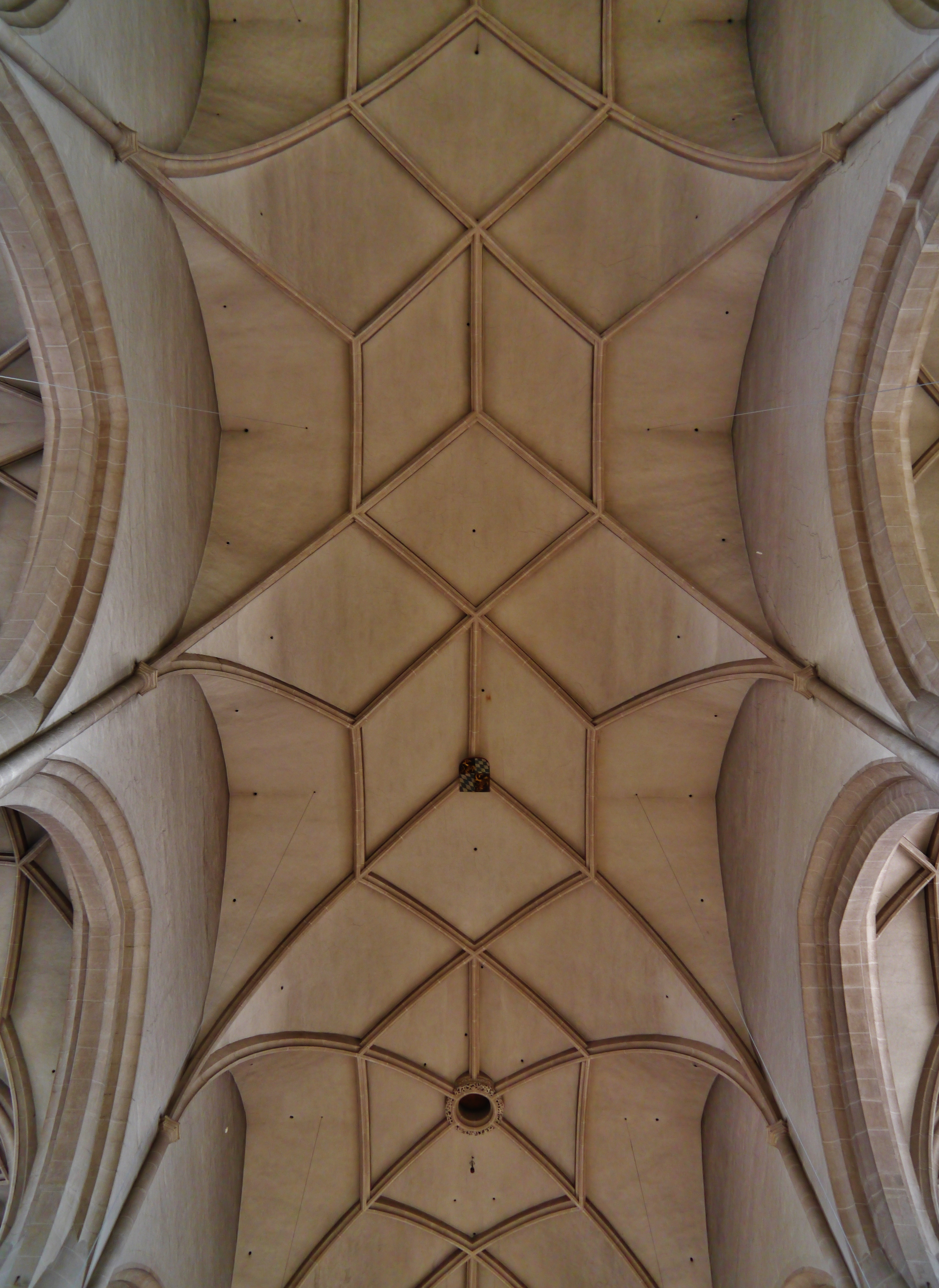
Das von Hanns Rottaler ab 1503 errichtete Mittelschiffgewölbe

Die Baugeschichte der Liebfrauenkirche ist besonders gut dokumentiert in ihrer Anfangsphase und ihrer Fertigstellung. Eine Inschrift am südöstlichen Portal dokumentiert die Grundsteinlegung im Jahre 1425. Damals wurde der Kranz aus sechs rechteckigen Kapellen um den Chorumgang begonnen. Ebenso wurde damals die Sakristei auf der Nordseite errichtet und die beiden im Westen anschließenden Kapellen auf der Nord- und Südseite. Für die nordwestliche Kapelle dieser Bauphase ist 1431 eine Stiftung und 1444 eine Bestattung überliefert. Auch kann das südöstliche Portal, das als Haupteingang gedacht war, dieser ersten Bauphase zugewiesen werden. Es ist im unteren Gewändebereich inschriftlich mit 1430 datiert. Einen Einschnitt im Bauablauf bedeutete vielleicht die Vertreibung des Bauherren Herzog Ludwig im Jahre 1438.
In den folgenden Jahrzehnten fehlen schriftliche Quellen weitgehend. Ein exaktes Datum liegt erst wieder mit der inschriftlichen Datierung der Traufzone des Chores für das Jahr 1489 vor. Damals waren die Außenmauern der gesamten Kirche einschließlich der unteren Teile der Westtürme bis in Höhe der Traufen fertiggestellt. Das in den nächsten Jahren darüber errichtete und noch original erhaltene Dachwerk ist dendrochronologisch in das Jahr 1491 datiert. Es wurde in den folgenden Jahren aufgeschlagen.
Mit der Errichtung des Dachwerkes waren die Voraussetzungen für die Einwölbung von Mittelschiff, Seitenschiffen und Chorumgang gegeben, die in den nächsten Jahren ausgeführt wurde. Architekt dieser Maßnahme war zum großen Teil Hanns Rottaler, der zwischen 1497 und 1504 in Ingolstadt nachweisbar ist. Auf ihn geht vielleicht auch der Plan für die Ausführung als Staffelhalle mit erhöhtem Mittelschiff zurück. Auch Wolfgang Roritzer war, bevor er in Regensburg als Baumeister tätig wurde, am Bau der Kirche beteiligt.
Über den Fortgang der Wölbarbeiten berichten erhaltene Rechnungen, die Siegfried Hofmann ausgewertet hat. Es ist davon auszugehen, dass aus statischen Gründen zuerst der Chorumgang und die östlichen Teile der Seitenschiffe gewölbt wurden. Dabei wurde ein älteres Schema von jocheweise getrennten Sternfiguren verwendet. Ab dem Jahr 1503 wurde von Rottaler das Mittelschiffgewölbe eingezogen. Hier wurde eine moderne Netzwerkstruktur zugrunde gelegt, die Grenzen der einzelnen Joche verschleift. In den Jahren um 1500 wurde an den oberen Turmgeschossen gebaut, ohne dass die geplanten Abschlüsse ausgeführt wurden. Die fast zweieinhalb Meter große Aufrisszeichnung des südwestlichen Turms von Erhard Heydenreich hat sich im Stadtarchiv Ingolstadt erhalten.

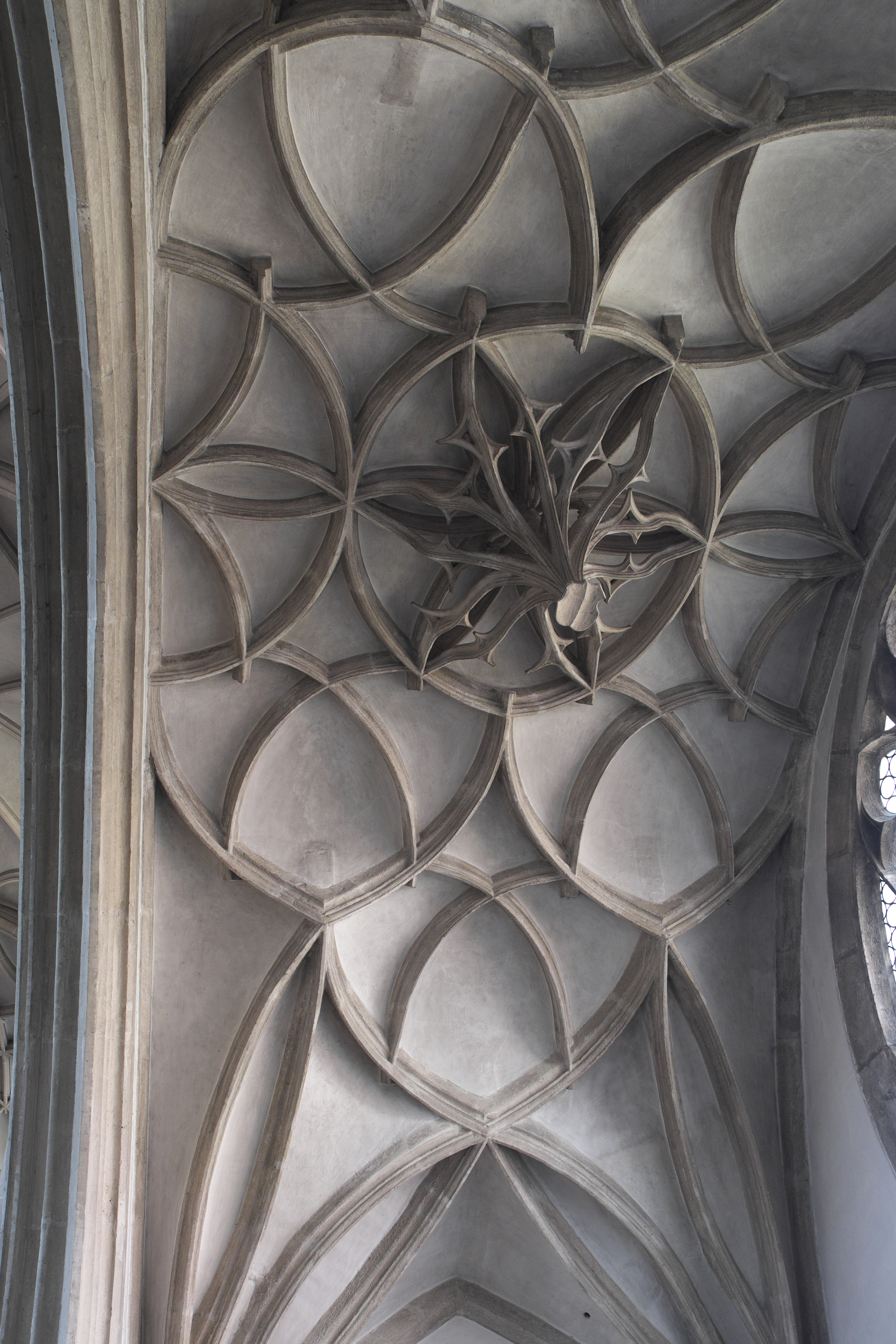
Ein von Erhard Heydenreich (oder Heidenreich) um 1510/20 entworfenes Kapellengewölbe

Ab 1509 ist mit Erhard Heydenreich ein neuer Architekt nachweisbar, der aus der Regensburger Dombauhütte stammte. Von 1510 bis etwa 1520 wurden von ihm (und ab 1514 Ulrich Heydenreich) auf Nord- und Südseite des ab 1503 von Hanns Rottaler gewölbten Langhauses je drei rechteckige Kapellen eingebaut und mit kunstvollen Gewölben geschlossen. Diese zeigen zum einen hochmoderne Schleifen- und Schlingenrippenmotive, also Gewölbefiguren auf kurviertem Grundriss, wie sie im späten 15. Jahrhundert in Bayern und anderswo modern geworden waren. Außerdem zeigen sie eine kunstvolle Kombination von geometrischen Rippenprofilen und vegetabilen Ast- und Blütenformen. Auch dieses Astwerk war eine Neuerung des späten 15. Jahrhunderts. Es überlagern sich Rippen am Wölbgrund mit solchen, die frei im Raum angeordnet sind. Unter Heydenreich wurde 1517 der Westgiebel und bis 1522 das fragmentarisch gebliebene oberste Geschoss des Südturmes errichtet. Unvollendet blieben so die beiden Türme im Westen und die schon in den unteren Teilen angelegte Vorhalle zwischen ihnen.
Im Vergleich zur ersten Bauphase zwischen 1425 und 1438 und der Vollendungsphase von 1489 bis 1522 ist der dazwischen liegende notwendige Baufortgang unsicherer zu datieren. Aus dem Jahre 1441 ist eine Stiftung und Anweisung Herzog Ludwigs zur Erweiterung der Kirche nach Westen und das Projekt eines zweiten Chores überliefert. Siegfried Hofmann nimmt an, dass bereits damals die beiden diagonal gestellten Türme im Westen zumindest fundamentiert wurden. Darüber hinaus wurden die Figuren der Fenstermaßwerke von der Forschung herangezogen, um in der Folgezeit einen kontinuierlichen, langsamen Baufortschritt von Osten nach Westen zu rekonstruieren. Dabei werden die oberen Fenster und ihre Wände am Chorumgang in die 1450er Jahre datiert und angenommen, dass sich die ähnlich gestalteten oberen Fenstermaßwerke im westlich anschließenden Langhaus und ihre Wände um 1460/70 anschlossen. Es wird angenommen, dass die Scheidarkaden zwischen Mittelschiff und Seitenschiffen ebenfalls in dieser Zeit ausgeführt wurden. Diese Chronologie wird jedoch durch keine Schriftquellen gestützt und lässt sich auch nur schlecht vor dem Hintergrund der politischen Situation im mittleren Drittel des 15. Jahrhunderts im Herzogtum begründen. Es ist durchaus auch eine spätere, dann stärker zeitlich komprimierte Bauausführung vor dem schriftlich fixierten Datum 1489 und dem sicher datierten Aufschlagen des Dachstuhls denkbar.

## Architektur

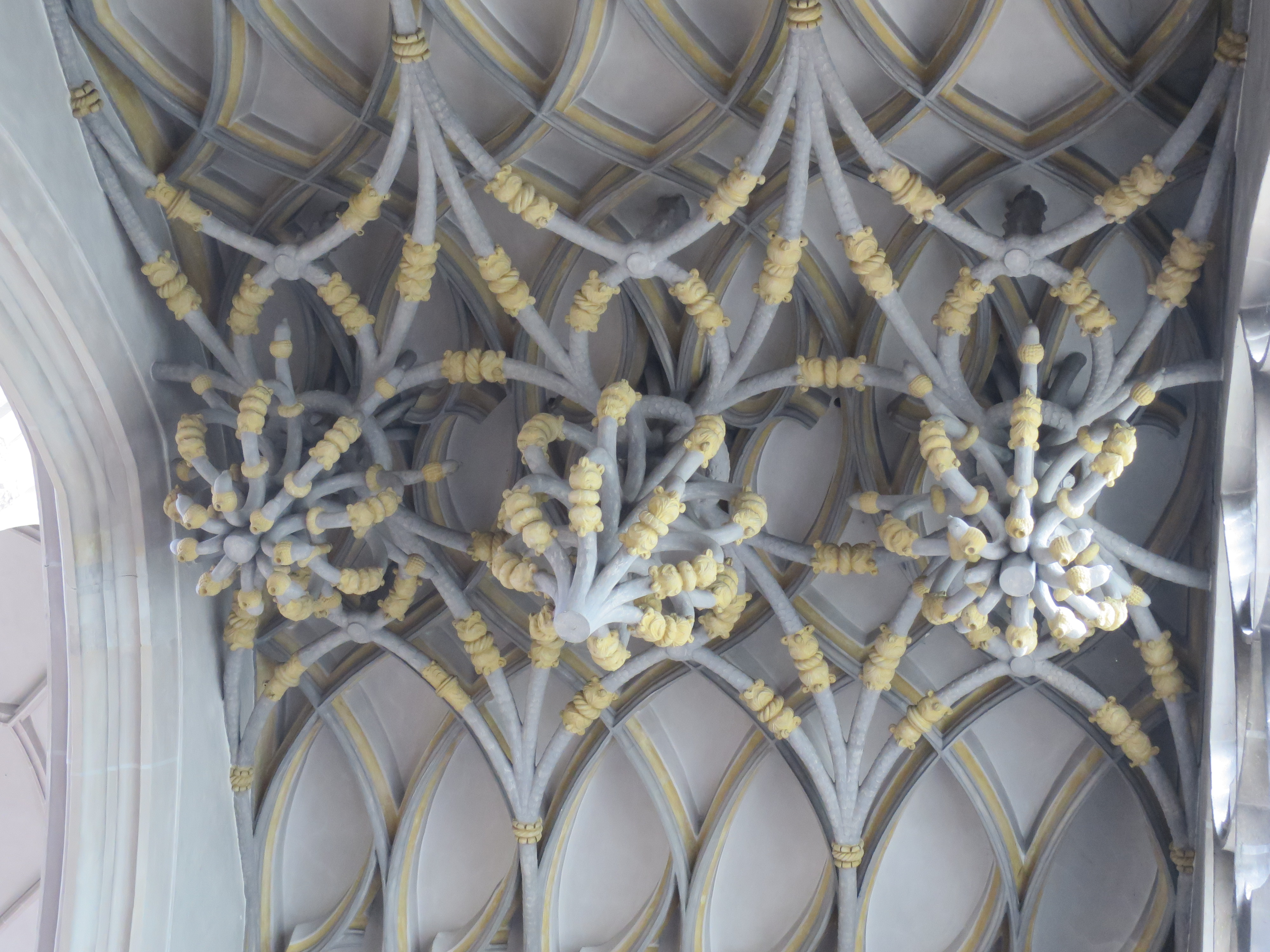
Gewölbescheitel der Annenkapelle

Auffällig ist die Übereckstellung der beiden unvollendet gebliebenen Türme, eine Abweichung von der Gebäudeachse um 45°. 
Das Liebfrauenmünster ist der einzige große gotische Blankziegelbau (Bezeichnung der bayerischen Denkmalpflege für Sichtbackstein) nördlich der Donau in Altbayern.
Der Chor ist so breit wie das dreischiffige Langhaus, aber doch kein Umgangschor; das trapezförmige östlichste Joch des Mittelschiffs reicht bis an das Chorscheitelfenster.
Die Mittelschiffsgewölbe sind übertönt durch das Rippengeflecht (Netzgewölbe) insgesamt Stichkappentonnen. Da sie vollständig oberhalb der Scheitel der Arkaden zwischen Mittelschiff und Seitenschiffen liegen, kann diese Kirche als Pseudobasilika gerechnet werden. Andererseits ragen auch die Seitenschiffsgewölbe höher als die Arkaden. 
Die anschließenden Seitenkapellen sind deutlich niedriger. Die hohen Fenster der Seitenschiffe bilden darüber Obergaden. Die quer zur Gebäudeachse liegenden Tonnengewölbe der Seitenkapellen haben (in Richtung der Gebäudeachse) ebenfalls Stichkappen und weisen Luftrippen und Stalaktiten auf.

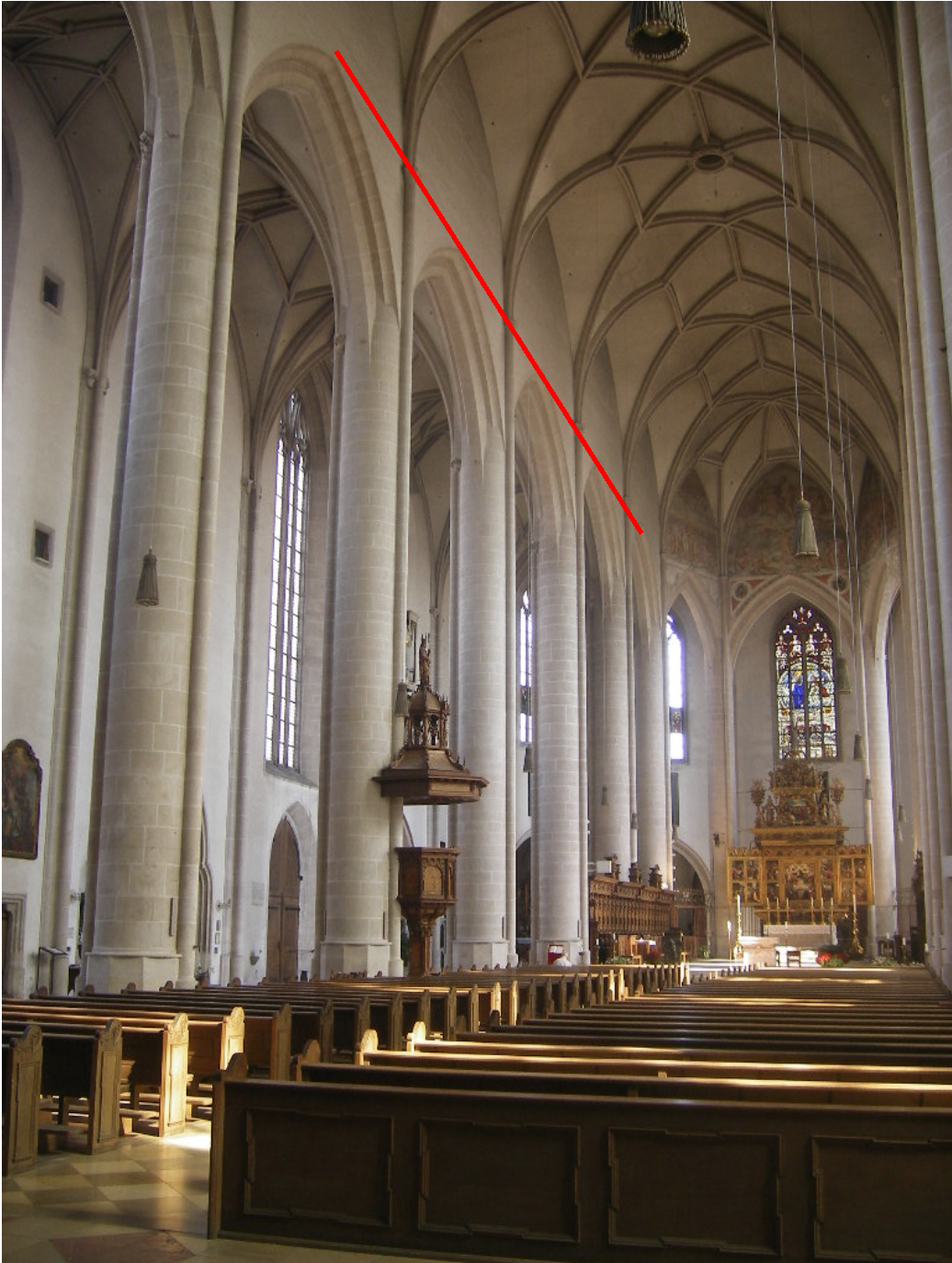
Mittelschiffsgewölbe Stichkappentonne, beginnend in Höhe der Arkadenscheitel
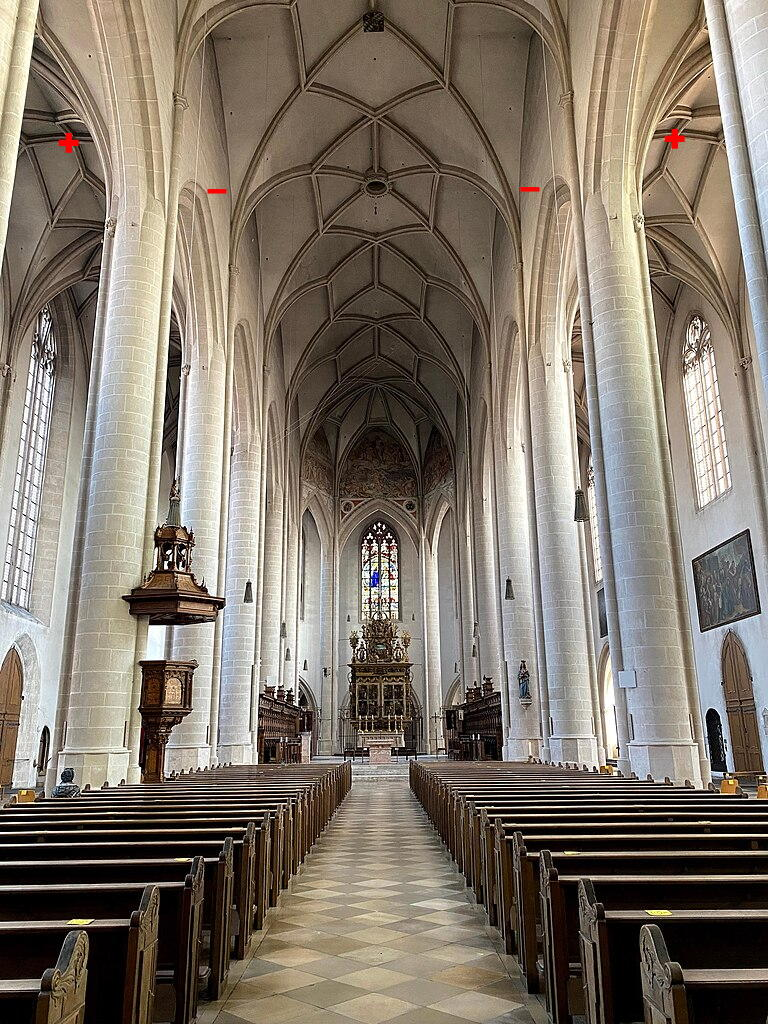
Seitenschiffsgewölbe nur leicht einer Tonne angenähert, ihre Scheitel oberhalb der Arkadenscheitel
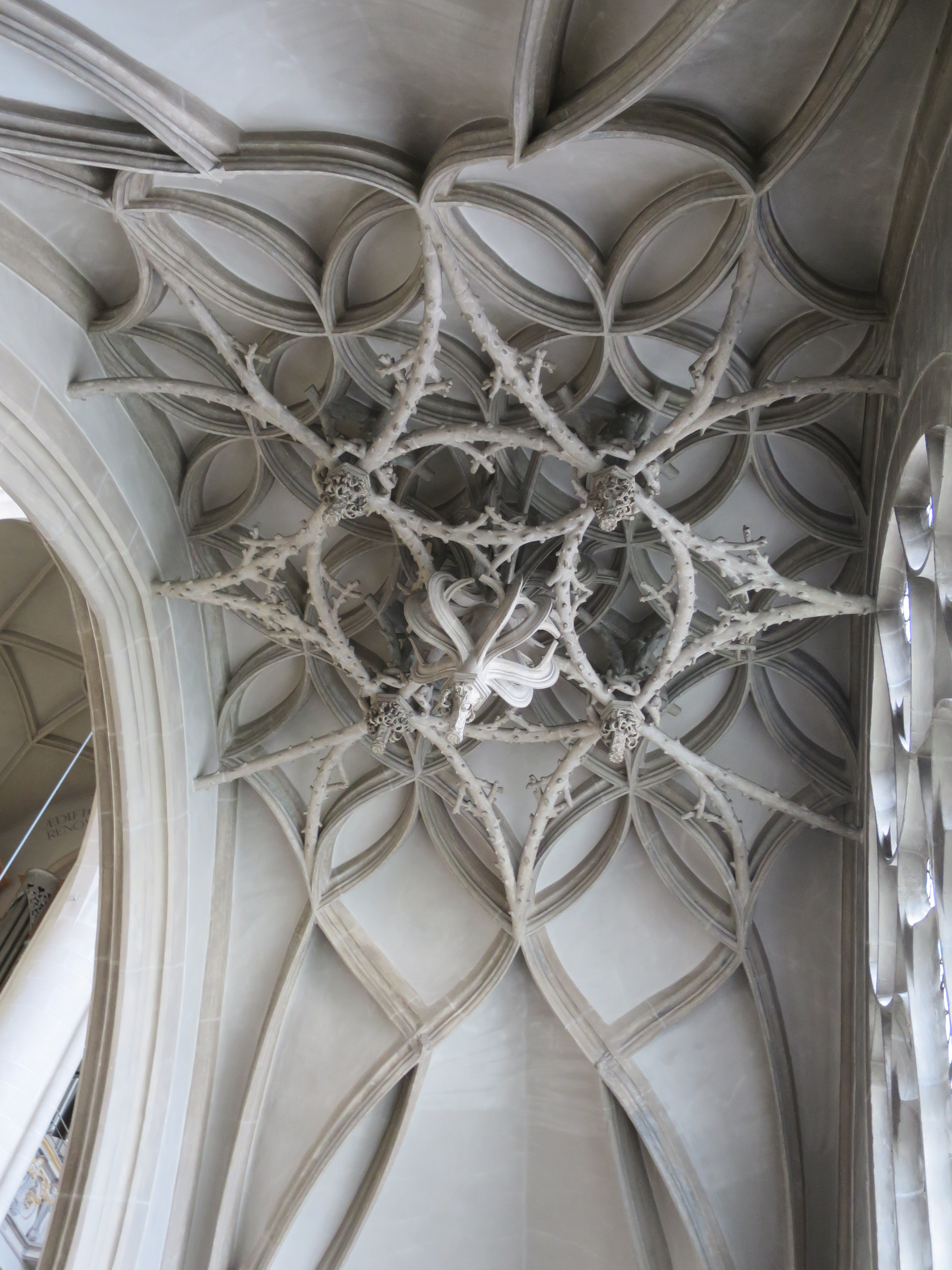
Luftrippen der Jacobskapelle

## Ausstattung

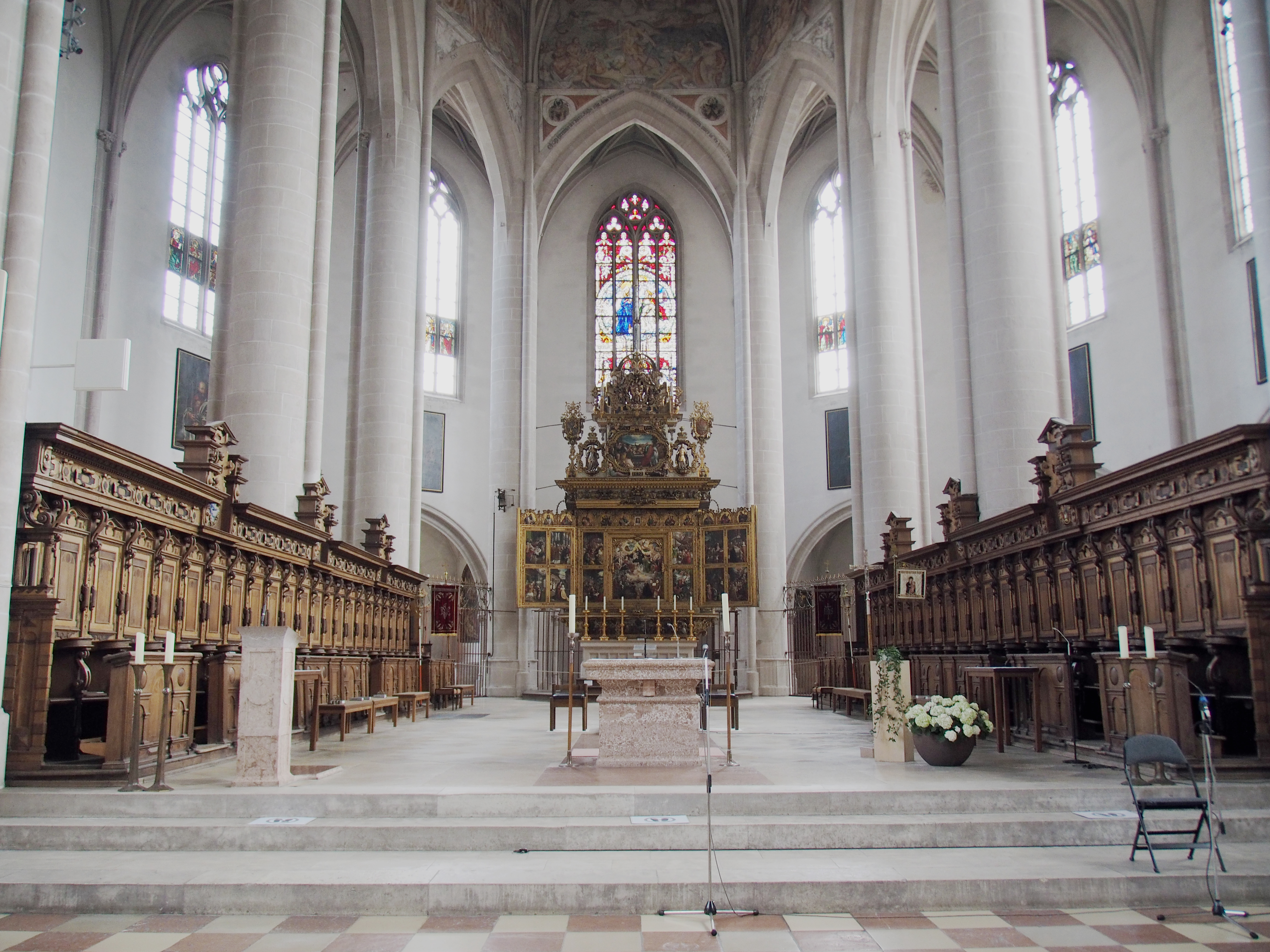
Altar/Chor des Liebfrauenmünsters

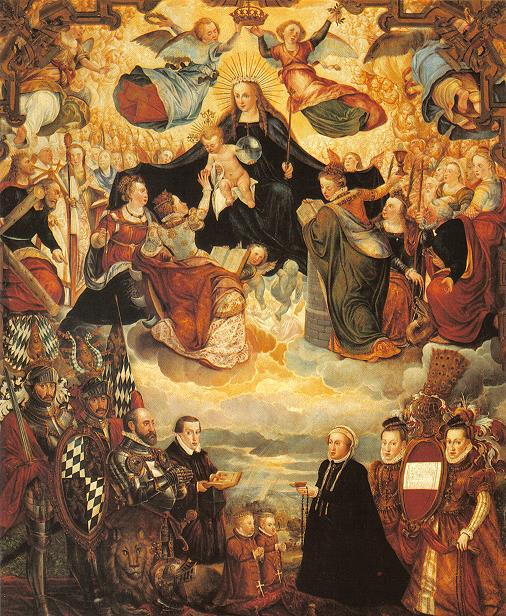
Gemälde von Hans Mielich am Hochaltar der Frauenkirche Ingolstadt von 1572

### Hochaltar
Im Jahr 1572 wurde der farbenprächtige Hochaltar zum 100-jährigen Bestehen der Ingolstädter Universität im Auftrag des bayerischen Herzogs Albrecht V. im Münster eingesetzt. Der Herzog ist als Stifter mit Familie unter dem Schutz Mariens abgebildet. Der Gesamtentwurf stammt von Hans Mielich, der viele Stellen des Evangeliums in den über neunzig Bildern zum Ausdruck brachte. Diese „Bilderflut“ wendete sich im Sinne der Gegenreformation gegen den lutherischen Bildersturm.
Der Altar ist ein Wandelaltar mit doppelten Seitenflügeln, der nur die gerade zum Kirchenjahr passenden Bilder zeigt. Die Rückseite des Hochaltars zeigt die Disputation der Hl. Katarina mit den Gelehrten.

### Glasfenster
Ebenfalls kostbar sind die Bleiglasfenster im Chorumgang, besonders die Verkündigungsszene (siehe Verkündigungsfenster), die sich über das ganze Fenster hinter dem Hochaltar erstreckt. Ein Glasfenster entstand nach Albrecht Dürer um 1505.

### Krippe
Über die Jesuiten, die in Ingolstadt ihr größtes Ordenshaus Süddeutschlands hatten, kam die Krippenkunst aus Tirol nach Ingolstadt. In den Jahren 1722 und 1723 finden sich erste Belege zur Münsterkrippe. Sie besteht aus insgesamt 260 Figuren. Der größte Teil stammt aus der Barockzeit. Außerdem enthält die Krippe Figuren aus der Zeit um 1840/1850, einige wurden um 1900 angefertigt. In zwei großen und vier kleineren Szenen wird das Weihnachtsgeschehen mit „Verkündigung des Herrn“, „Herbergssuche“, „Geburt Jesu“, „Die Völker ziehen zum Herrn“, „Die Sterndeuter aus dem Osten“ und die „Darstellung des Herrn“  gezeigt. Nach einer aufwendigen Restaurierung sind sie ganzjährig im Westchor des Ingolstädter Liebfrauenmünsters in zwei großen Vitrinen zu sehen.

Krippenfiguren
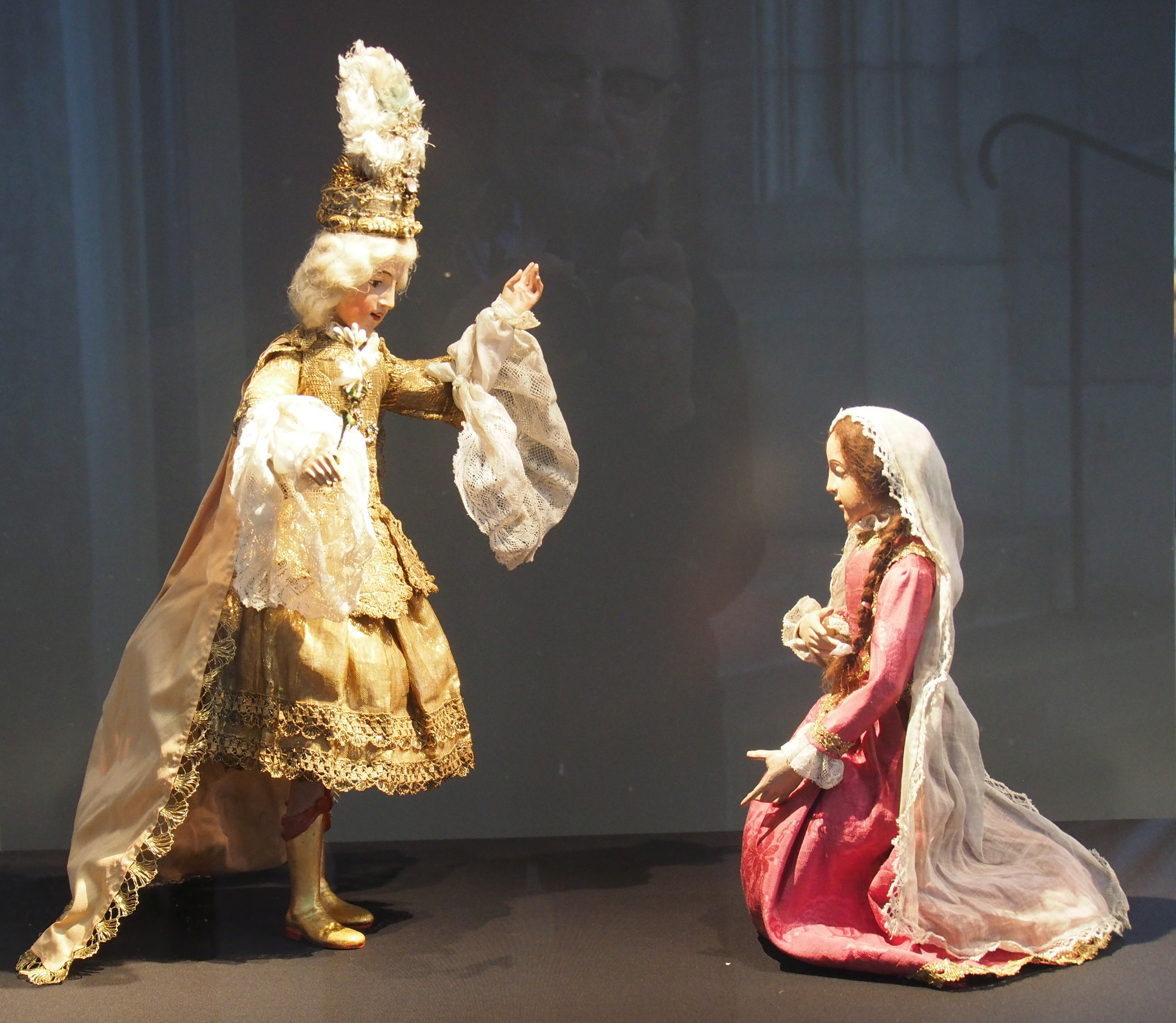
Verkündung des Herrn
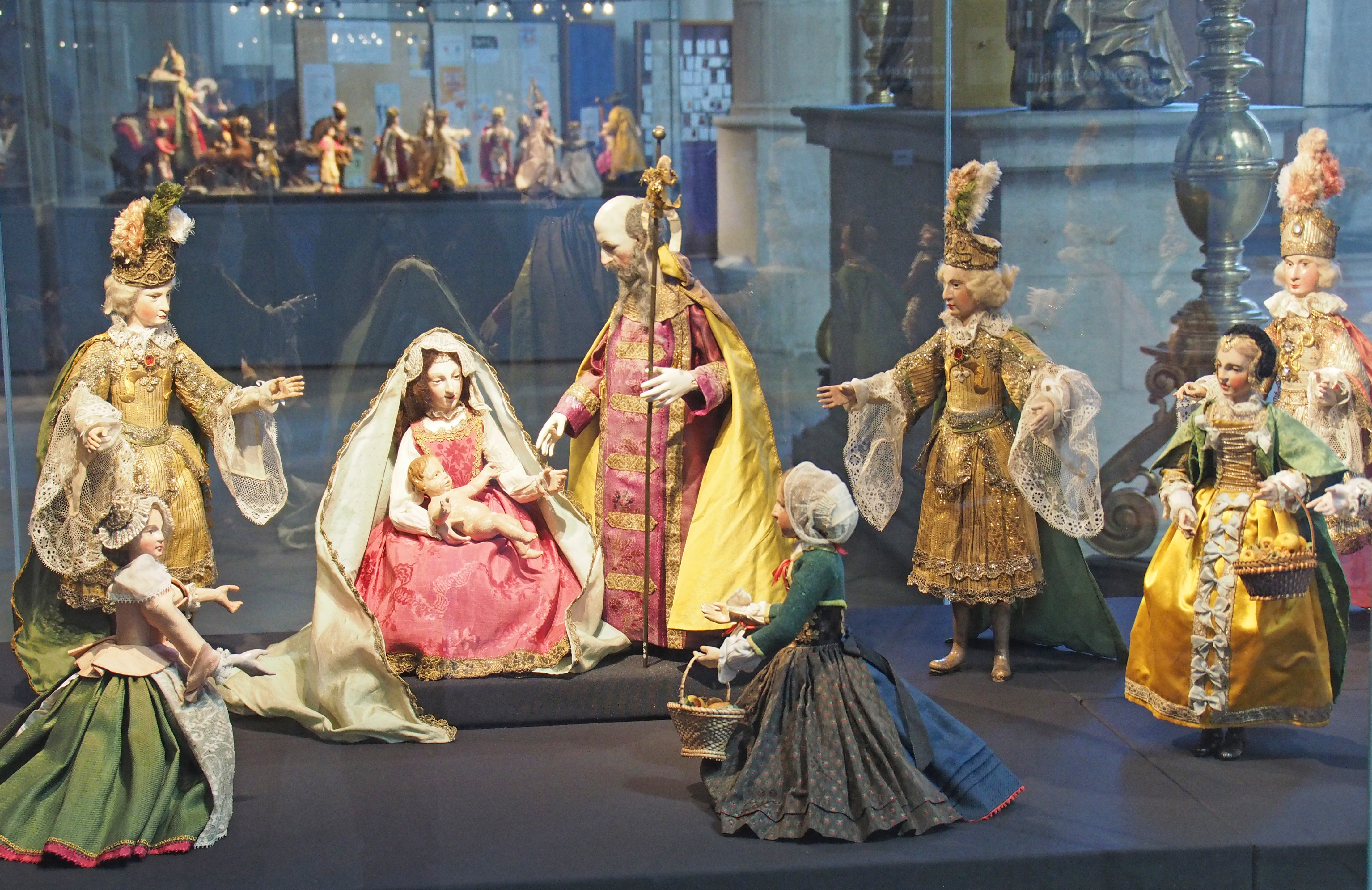
Geburt Jesu
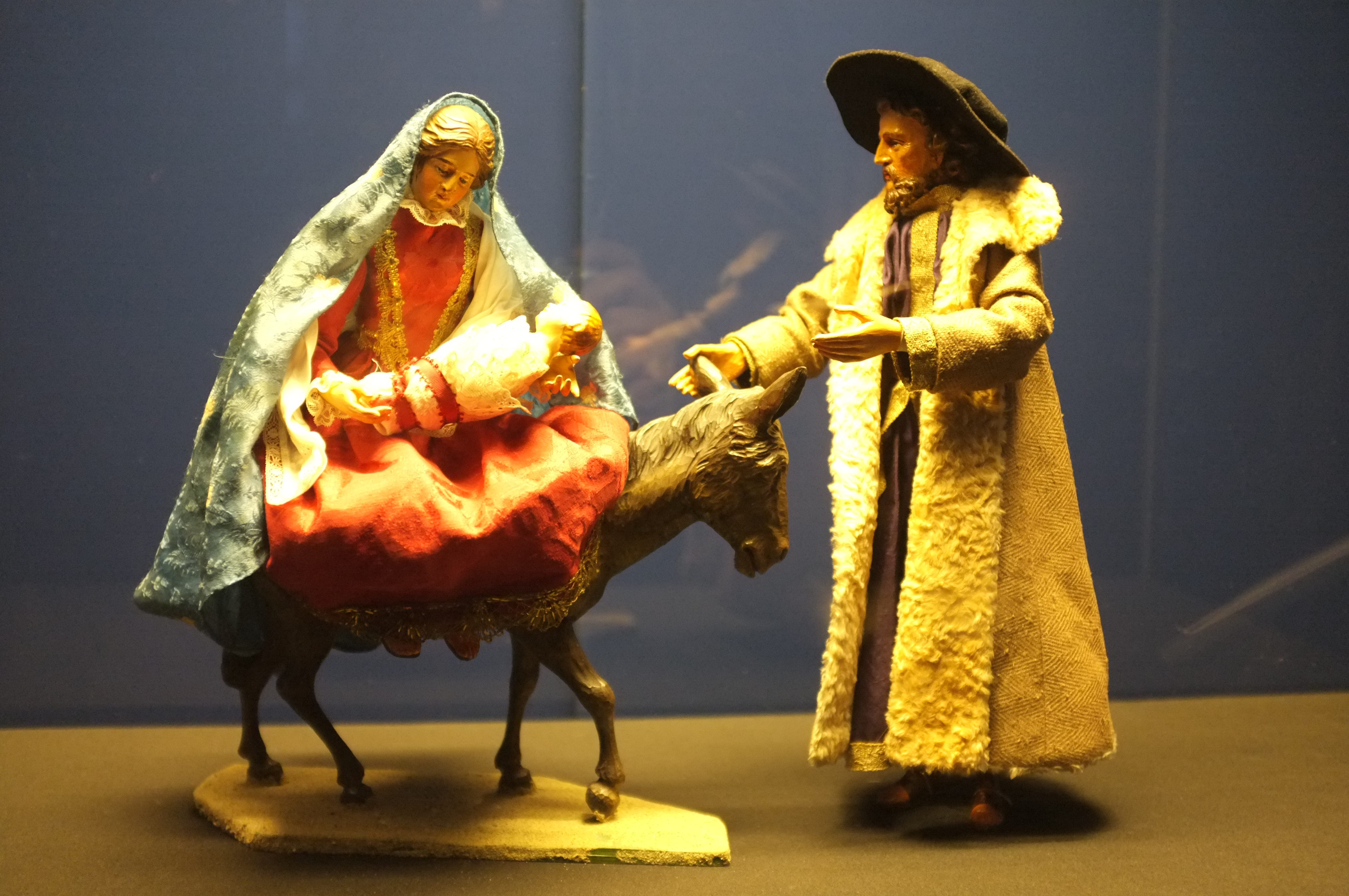
Herbergssuche
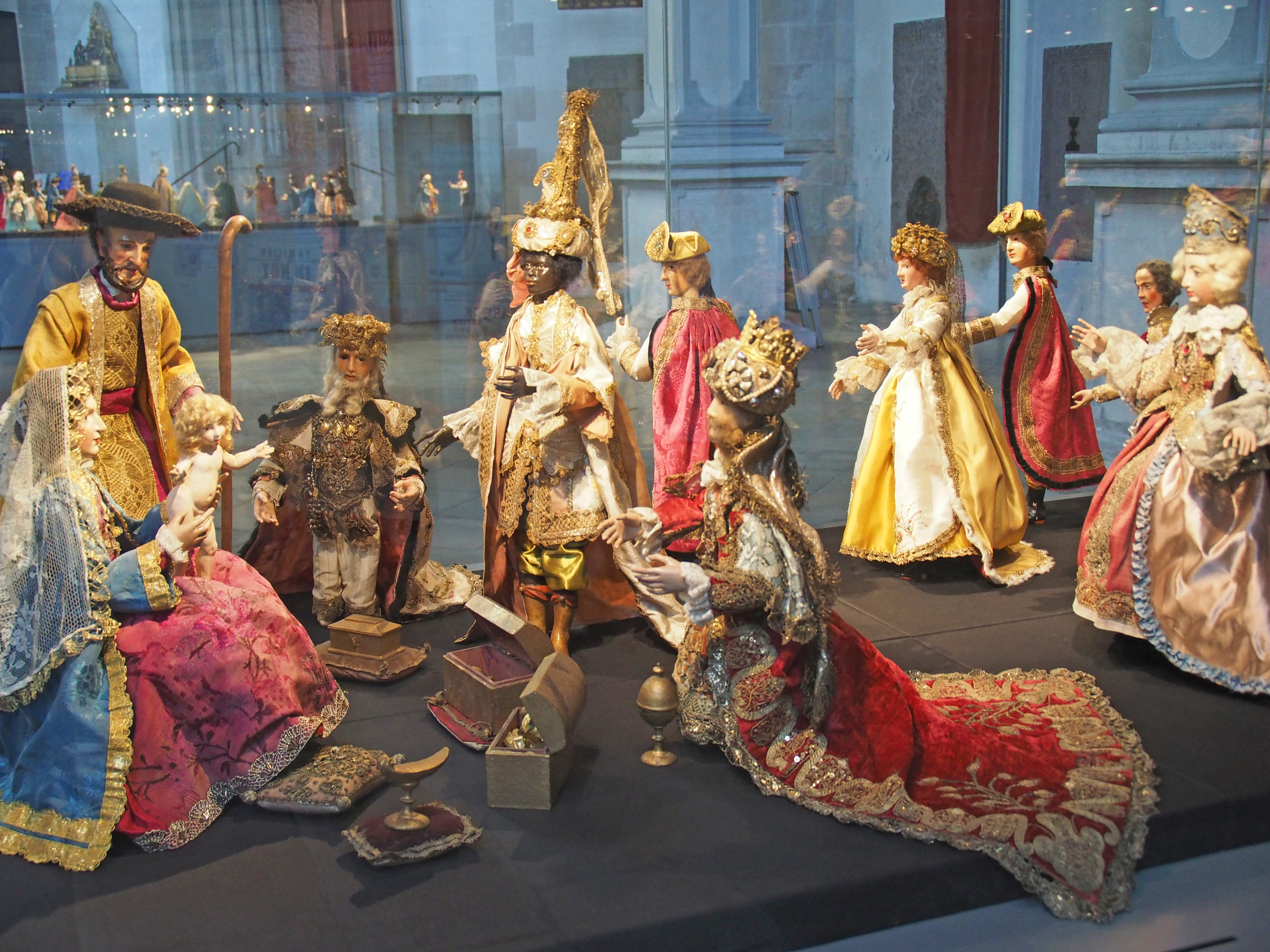
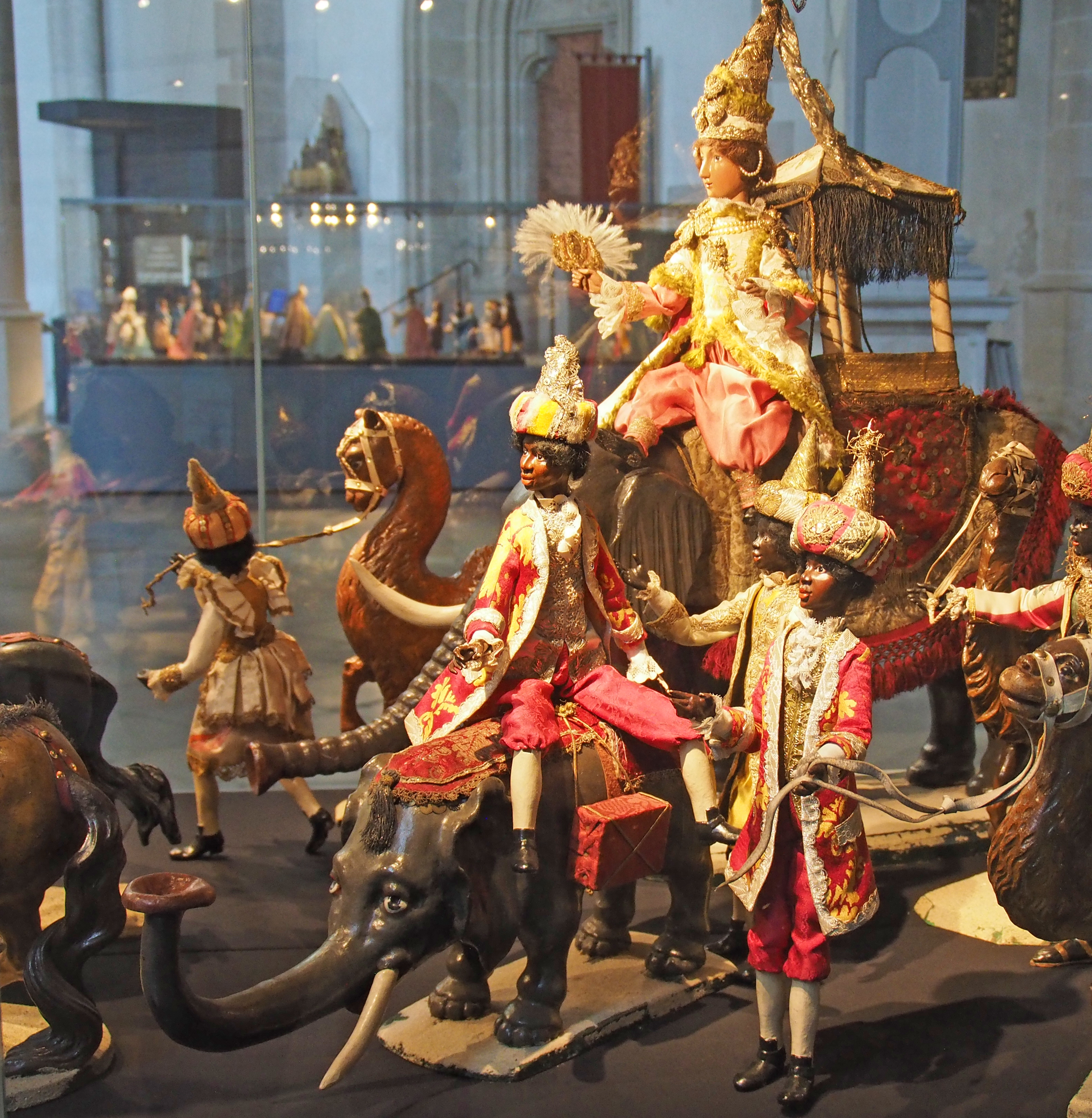

### Schatzkammer
Im Südturm des Münsters ist als Dauerausstellung die Schatzkammer für die Öffentlichkeit zugänglich. Sie wurde in Kooperation mit dem Diözesanmuseum Eichstätt erstellt. Es werden unter anderem das Brustkreuz Herzog Stephans III. (das sogenannte Stephanskreuz), der Gedenkstein Ludwigs des Gebarteten, die Kleinreliquiare der Anna von Bourbon, der ersten Frau von Herzog Ludwig dem Gebarteten, die aus der Zeit um 1390 stammen, Monstranzen, wertvolle Kelche und andere Kirchengeräte präsentiert.

In der Schatzkammer
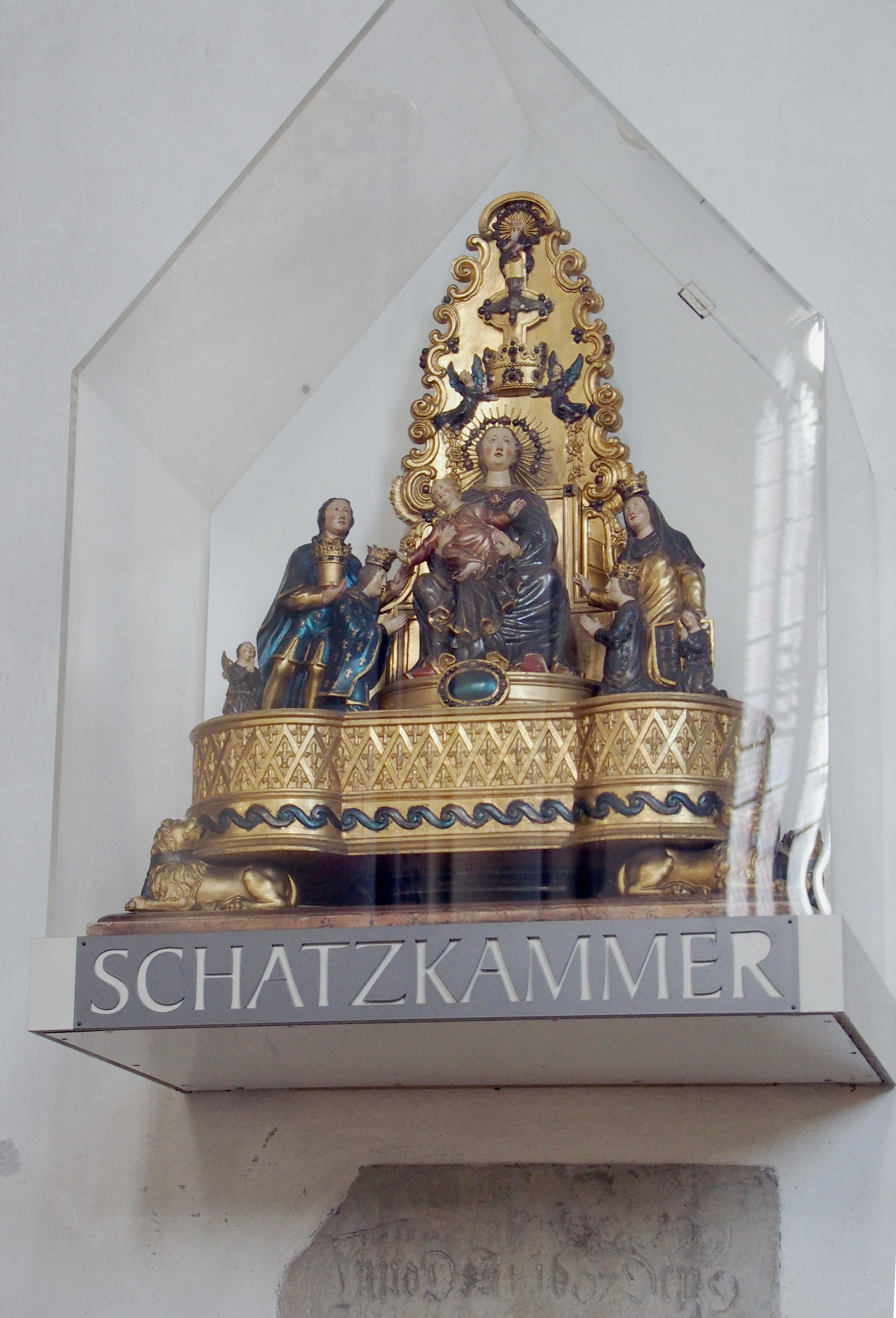
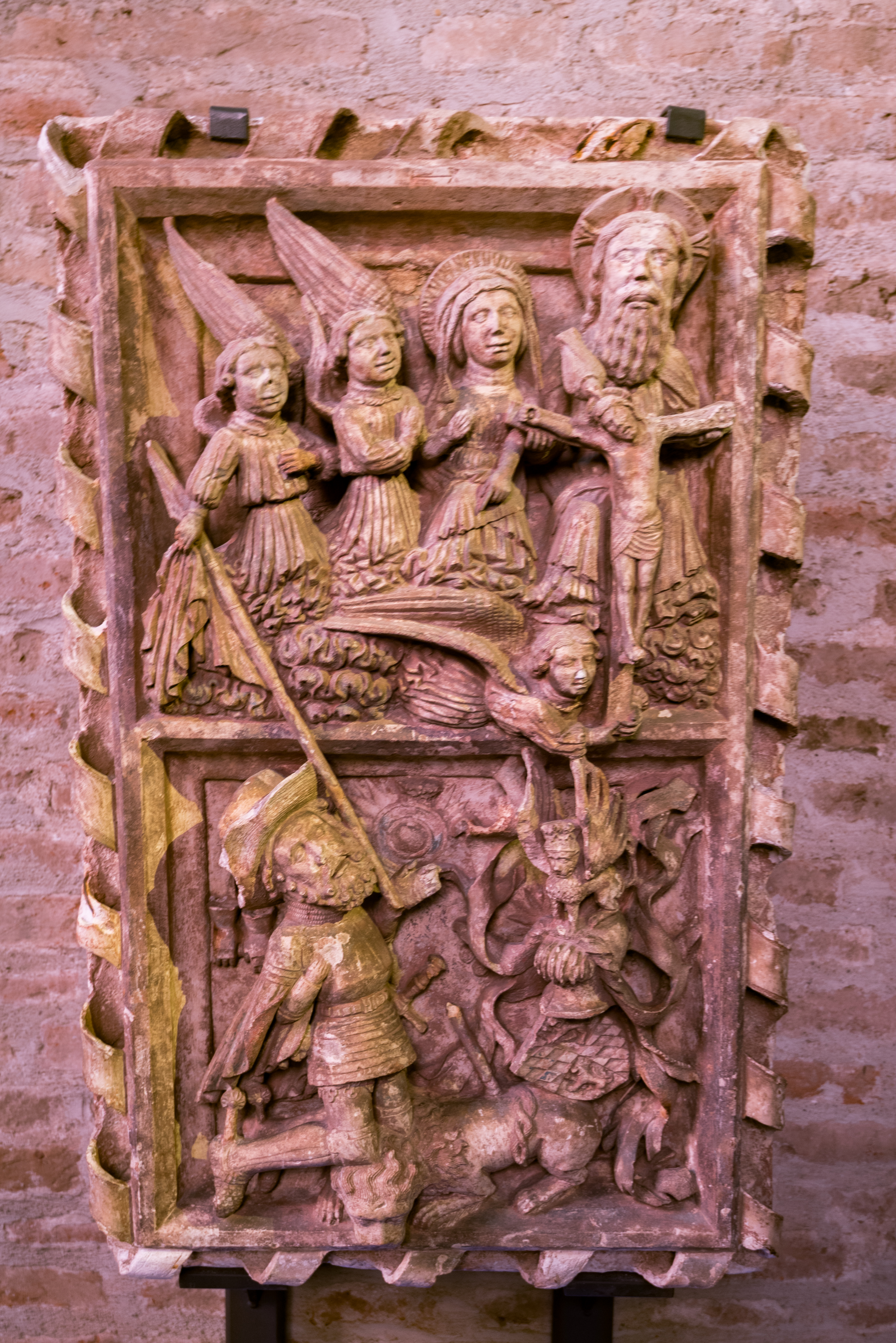
Gedenkstein Ludwig der Gebartete
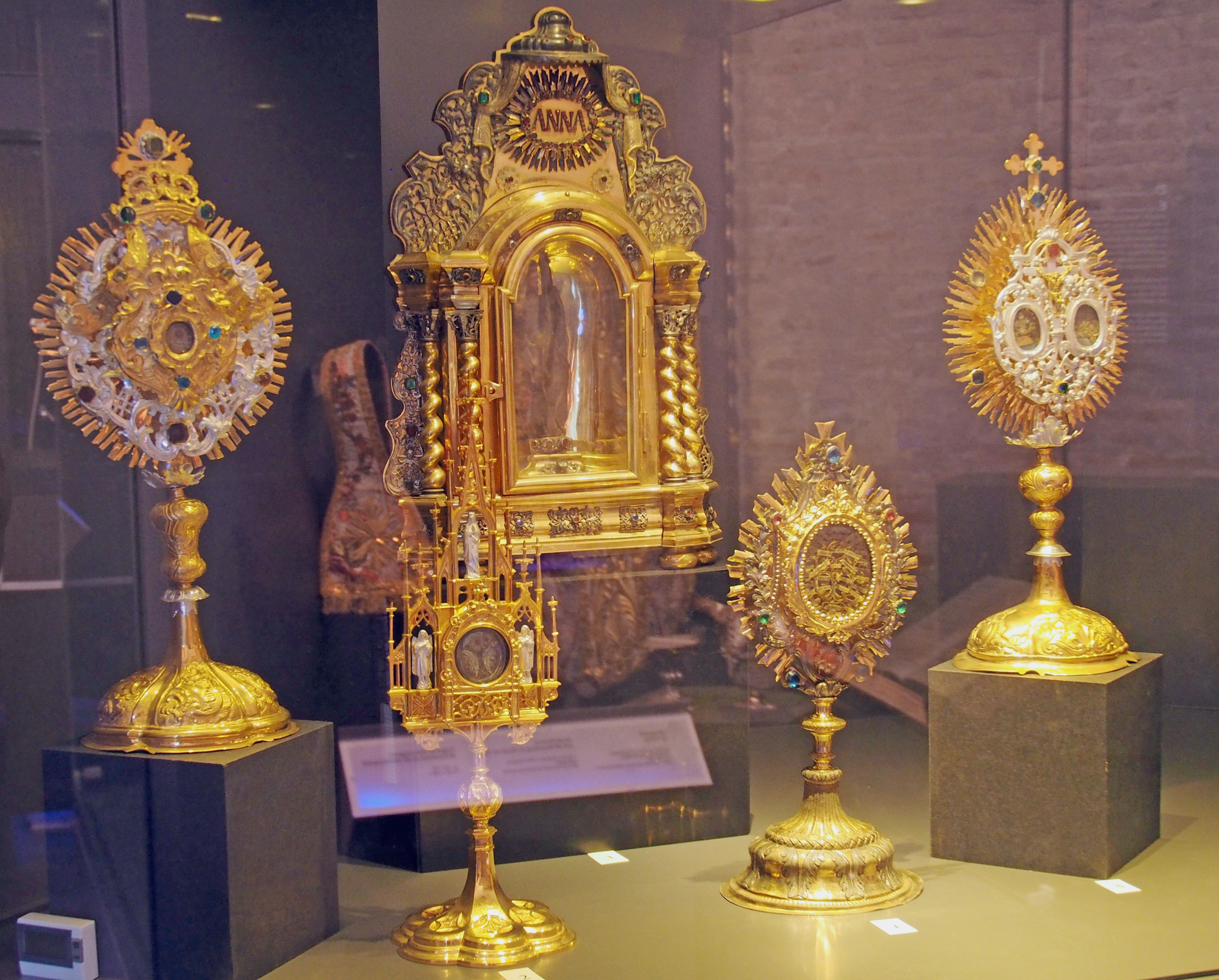
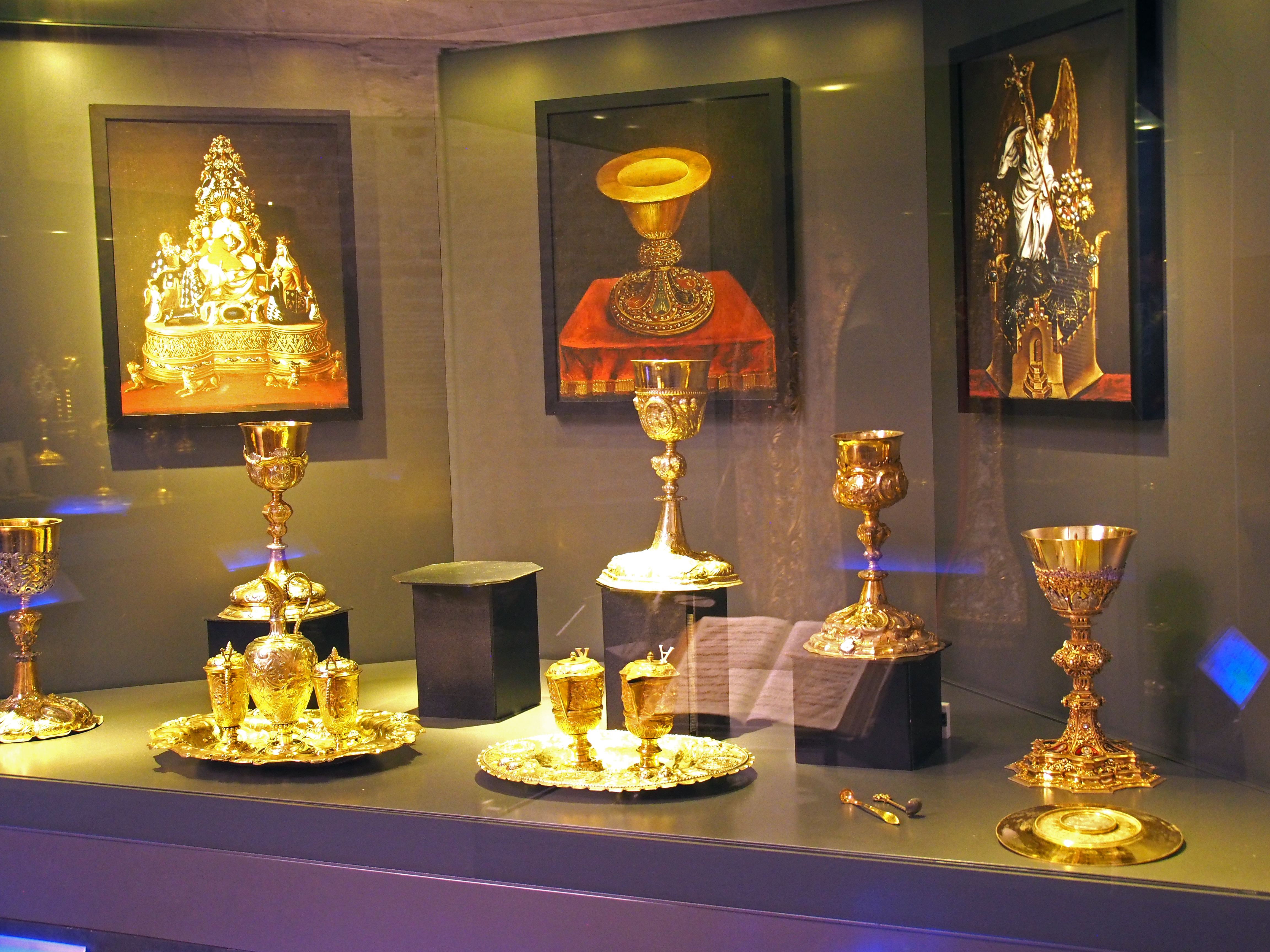

### Die „Dreimal wunderbare Mutter“

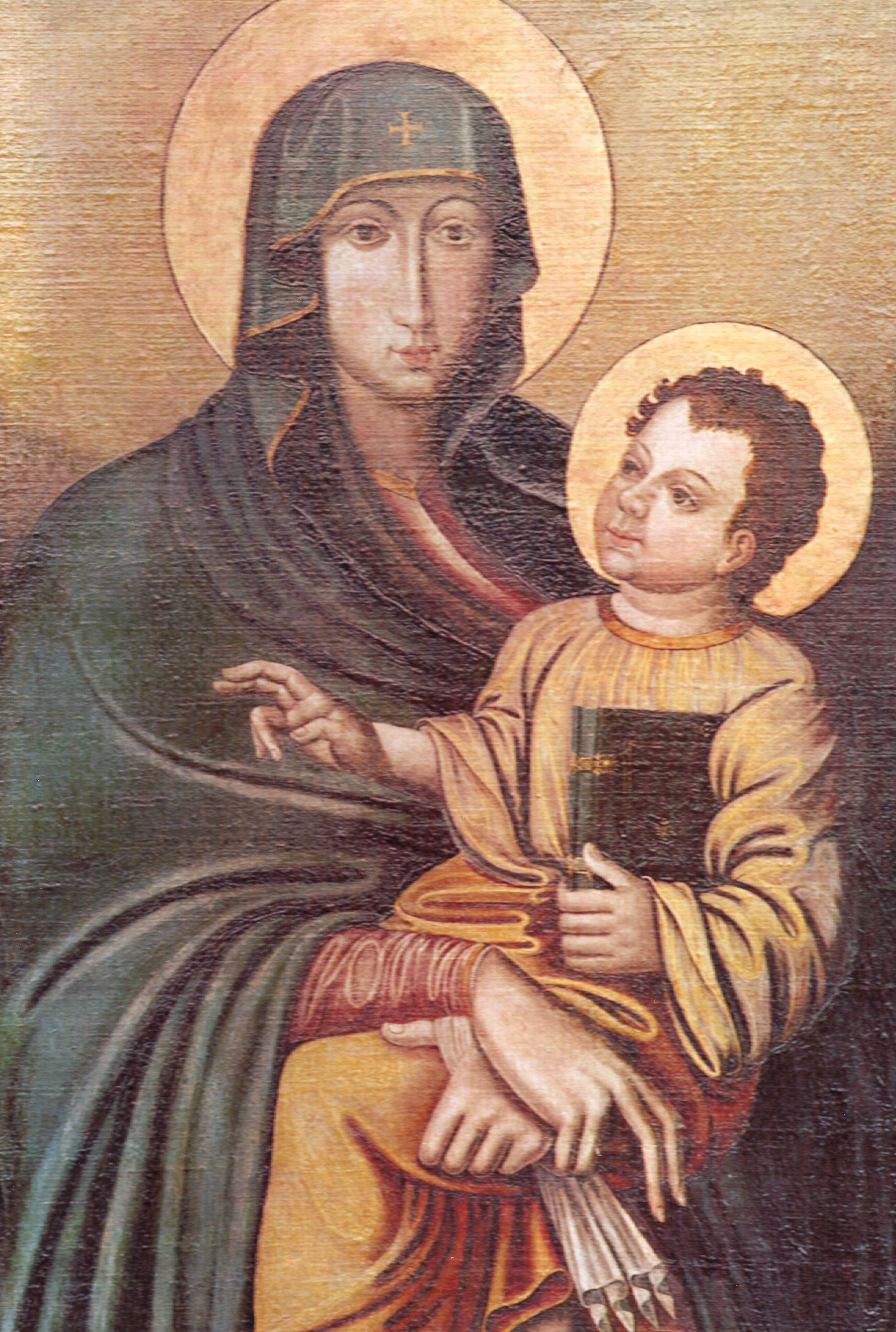
Dreimal wunderbare Mutter

Um dieses Marienbild, das eine der sieben um 1570 entstandenen Kopien des Maria-Schnee-Bildes in Rom ist, versammelte der Jesuitenpater Jakob Rem 1595 das Colloquium Marianum, eine „Elitetruppe“ der marianischen Bewegung. Am 16. April 1604 sei ihm während der Lauretanischen Litanei die Gottesmutter erschienen und habe ihm mitgeteilt, dass ihr der Titel „Mater admirabilis“ besonders lieb sei. Daraufhin ließ er diese Anrufung noch zweimal wiederholen und so entstand der Name „Dreimal wunderbare Mutter“. 1881 wurde das Marienbild feierlich eingesetzt.
Im Kriegsjahr 1942 stellte Bischof Michael Rackl das gesamte Bistum Eichstätt unter den Schutz der „Dreimal wunderbaren Mutter“ und erhob sie zur Diözesanpatronin. Die Abbildung der „Dreimal Wunderbaren Mutter“ befindet sich auch im Gotteslob für das Bistum Eichstätt.

### Giebelmadonna
Unter dem Giebel befindet sich eine etwa 500 Jahre alte und vier Meter hohe Steinplastik einer Madonna mit dem Jesuskind auf dem Arm. Der Künstler ist nicht überliefert.

### Glocken
Die sieben Glocken des Münsters hängen im Südturm.
In dem Dachreiter auf dem Kirchenschiff hängt eine weitere Glocke.
| Glocke | Name            | Gussjahr | Gießer, Gussort                         | Durchmesser | Gewicht | Nominal (HT-1⁄16) |
| ------ | --------------- | -------- | --------------------------------------- | ----------- | ------- | ----------------- |
| 1      | ?               | 1647     | B. Ernst, München                       | 1760 mm     | 3620 kg | c1 −9             |
| 2      | Angelus         | 1956     | Friedrich Wilhelm Schilling, Heidelberg | 1422 mm     | 1994 kg | d1 −8             |
| 3      | Petrus Canisius | 1956     | Friedrich Wilhelm Schilling, Heidelberg | 1185 mm     | 1138 kg | f1 −6             |
| 4      | Antlass         | 1716     | Johann Georg Neubert                    | 1200 mm     | 930 kg  | g1 −7             |
| 5      | Bäuerin         | 1408     | unbekannt                               | 960 mm      | 550 kg  | a1 −8             |
| 6      | Walburga        | 1956     | Friedrich Wilhelm Schilling, Heidelberg | 829 mm      | 428 kg  | c2 −6             |
| 7      | Stürmerin       | 1409     | unbekannt                               | 780 mm      | 300 kg  | d2 −6             |

### Orgeln

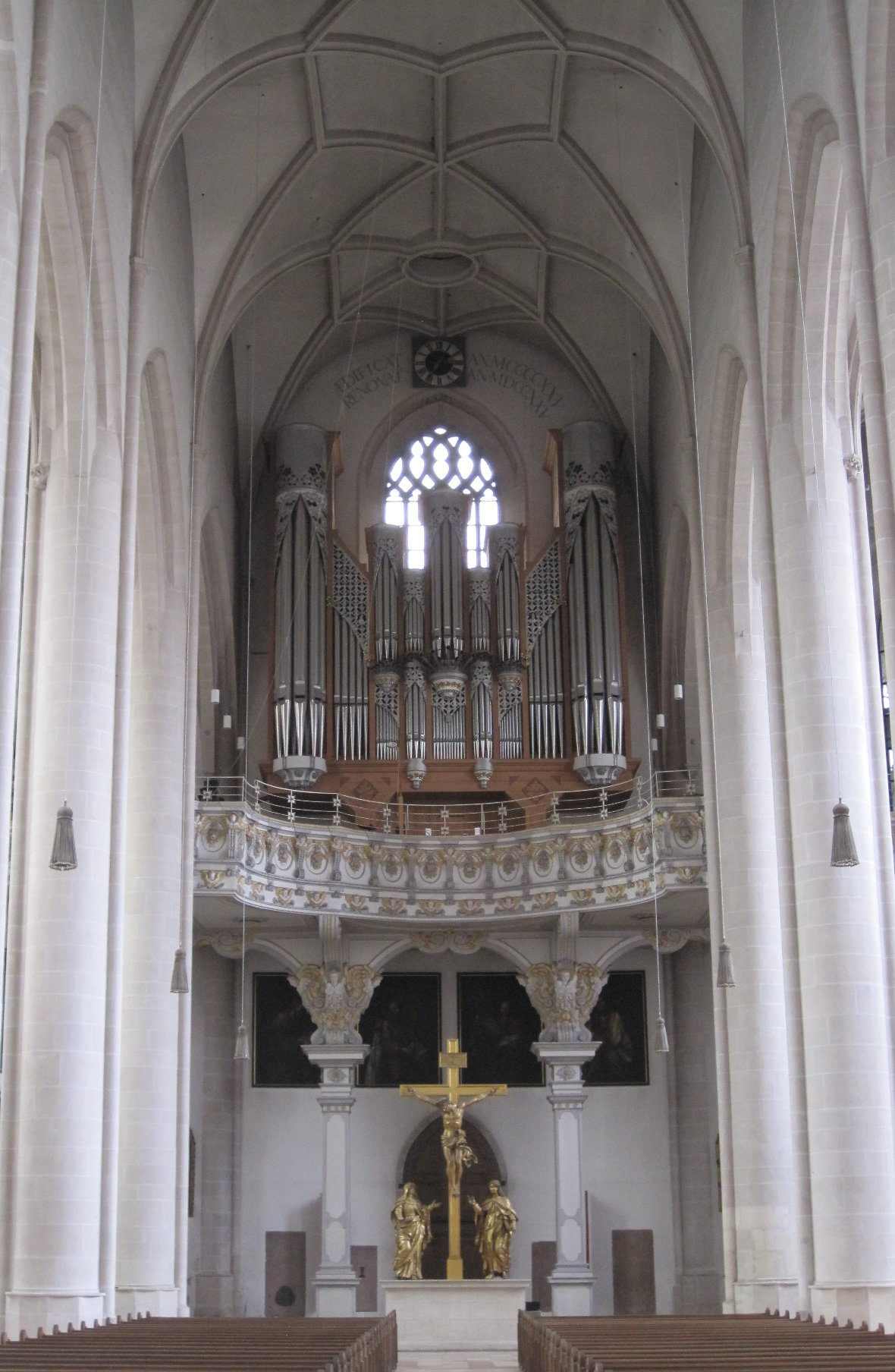
Hauptorgel

#### Hauptorgel
Die Große Orgel wurde im Jahr 1977 von der Orgelmanufaktur Klais mit 69 Registern auf vier Manualen und Pedal für 1 Million DM erbaut. Das Instrument hat mechanische Trakturen; die Registertrakturen sind elektrisch. Um das Jahr 2000 herum erfolgten einige Umbauten: Die vorhandene 32´-Zungenstimme wurde durch die jetzige Kontrabombarde 32´ mit bis zu knapp 11 m langen Zinkbechern ersetzt, das Vorgängerregister zu einem zweiten 16´-Zungenregister umgearbeitet, so dass die Orgel seither 70 Register mit 5436 Pfeifen hat. Die Metallpfeifen des Trichtergedackt 8` wichen Holzpfeifen. Mit einer modernisierten Setzeranlage stieg die Zahl der möglichen freien Kombinationen, die nun auch per Diskette ab- und eingespeichert werden können, von acht auf 1280.
| I Positiv C–a3  |        |
| Praestant       | 08′    |
| Trichtergedackt | 08′    |
| Quintade        | 08′    |
| Principal       | 04′    |
| Rohrflöte       | 04′    |
| Octave          | 02′    |
| Larigot         | 01 ⁄3′ |
| Sesquialter II  | 02 ⁄3′ |
| Scharff III     | 01′    |
| Cymbel IV       | 01⁄3′  |
| Dulcian         | 16′    |
| Cromorne        | 08′    |
| Tremulant       |        |

| II Hauptwerk C–a3   |         |
| Praestant           | 16′     |
| Principal           | 08′     |
| Flöte               | 08′     |
| Gemshorn            | 08′     |
| Quinte              | 05 1⁄3′ |
| Octave              | 04′     |
| Koppelflöte         | 04′     |
| Terz                | 03 1⁄5′ |
| Quinte              | 02 ⁄3′  |
| Superoctave         | 02′     |
| Cornet V            | 08′     |
| Mixtur VI           | 01 ⁄3′  |
| Acuta IV–V          | 02⁄3′   |
| Trompete            | 16′     |
| Trompete            | 08′     |
| Trompeta de batalla | 08′     |
| Bajoncillo          | 04′     |

| III Recit C–a3   |     |
| Bourdon          | 16′ |
| Principal        | 08′ |
| Flûte harmonique | 08′ |
| Octave           | 04′ |
| Flöte            | 04′ |
| Waldflöte        | 02′ |
| Fourniture VI    | 02′ |
| Basson           | 16′ |
| Trompette harm.  | 08′ |
| Clairon harm.    | 04′ |
| Tremulant        |     |

| IV Schwellwerk C–a3 |         |
| Salicet             | 16′     |
| Gamba               | 08′     |
| Rohrflöte           | 08′     |
| Fernflöte           | 08′     |
| Vox coelestis       | 08′     |
| Fugara              | 04′     |
| Blockflöte          | 04′     |
| Nasard              | 02 ⁄3′  |
| Schweizerpfeife     | 02′     |
| Terz                | 01 3⁄5′ |
| Sifflet             | 01′     |
| Harmonia aeth. IV   | 02 ⁄3′  |
| Oboe                | 08′     |
| Vox humana          | 08′     |
| Tremulant           |         |

| Pedal C–g1       |         |
| Praestant        | 32′     |
| Principal        | 16′     |
| Subbass          | 16′     |
| Violon           | 16′     |
| Octave           | 08′     |
| Gedackt (*)      | 08′     |
| Cello (*)        | 08′     |
| Superoctave      | 04′     |
| Spitzflöte (*)   | 04′     |
| Jubalflöte (*)   | 02′     |
| Basszink IV (*)  | 05 1⁄3′ |
| Hintersatz V     | 02 ⁄3′  |
| Bombarde         | 32′     |
| Bombarde         | 16′     |
| Posaune          | 16′     |
| Holztrompete (*) | 08′     |
| Kopftrompete (*) | 04′     |
| Tremulant (*)    |         |

- Koppeln:
  - Normalkoppeln: I/II, III/II, IV/II, III/I, IV/I, IV/III, I/P, II/P, III/P, IV/P
  - Superoktavkoppel: III/P
- Spielhilfen: 4000fache Setzeranlage, Diskettenlaufwerk
- Anmerkungen:

1. ↑  Holz.
2. ↑  C-G Holz.
3. ↑  Zink, volle Länge.

#### Chororgel

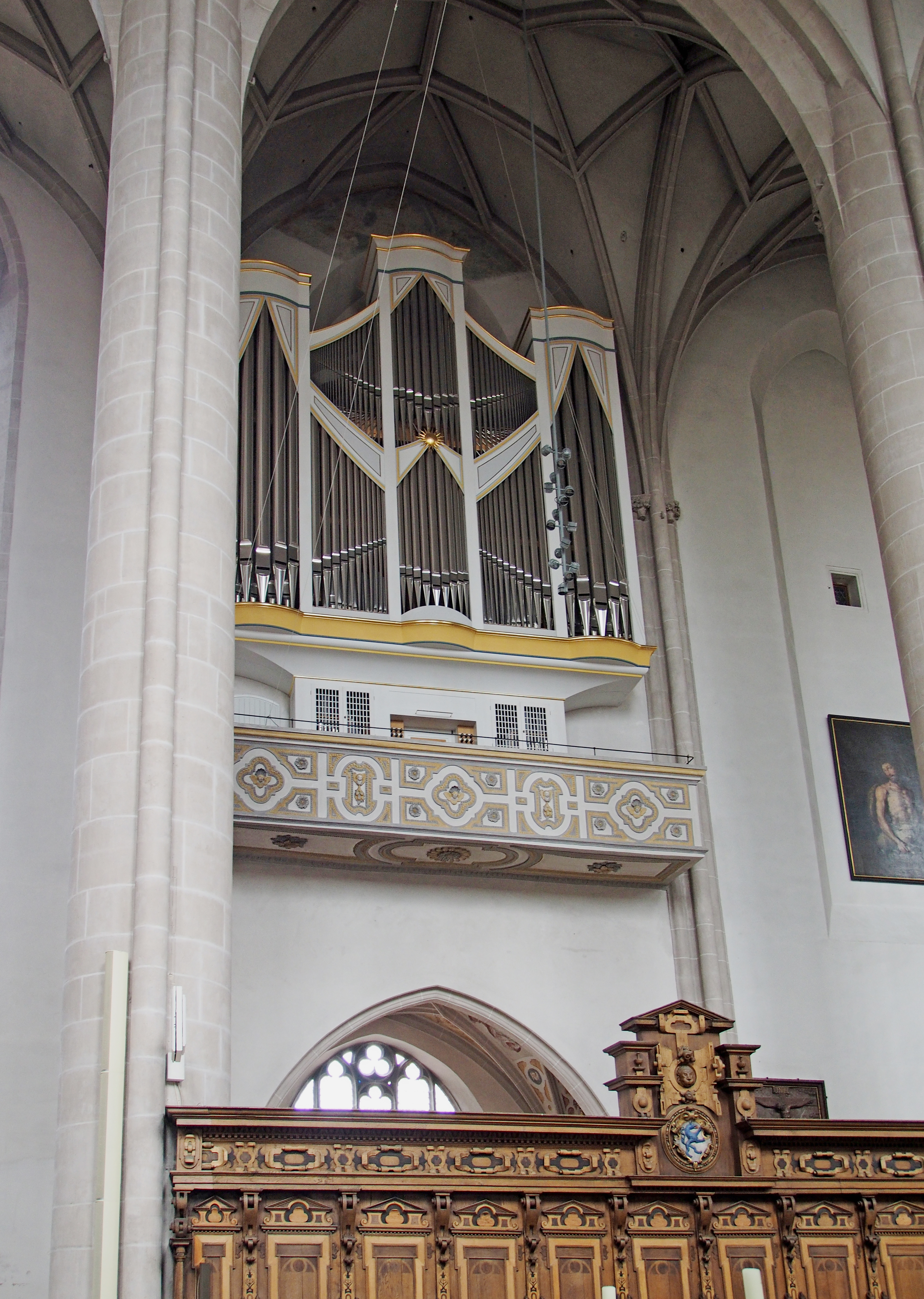
Chororgel

Am Sonntag, dem 15. Mai 2016 wurde die neue „Bach-Orgel“ aus der Orgelwerkstatt Wegscheider eingeweiht. Sie steht in barocker mitteldeutscher Orgelbautradition und orientiert sich an Werken von Gottfried Silbermann und Zacharias Hildebrandt. Das Instrument verfügt über 45 Register, die auf drei Manualwerke und Pedal verteilt sind.
| I Brustwerk C–f3 |        |
| Gedackt          | 8′     |
| Principal        | 4′     |
| Rohrflöte        | 4′     |
| Nasat            | 3′     |
| Waldflöte 0      | 2′     |
| Terz             | 1 3⁄5′ |
| Vox humana 0     | 8′     |
| Chalumeau        | 8′     |

| II Hauptwerk C–f3 |         |
| Principal         | 16′     |
| Principal         | 08′     |
| Rohrflöte         | 08′     |
| Viola di Gamba 0  | 08′     |
| Unda Maris        | 08′     |
| Octava            | 04′     |
| Spitzflöte        | 04′     |
| Quinta            | 03′     |
| Octava            | 02′     |
| Tertia            | 01 3⁄5′ |
| Cornett V         |         |
| Mixtur III–V      | 02′     |
| Trompete          | 08′     |

| III Oberwerk C–f3 |         |
| Quintadena        | 16′     |
| Principal         | 08′     |
| Salicional        | 08′     |
| Flöte             | 08′     |
| Octava            | 04′     |
| Traversflöte      | 04′     |
| Fugara            | 04′     |
| Nasat             | 03′     |
| Octava            | 02′     |
| Gemshorn          | 02′     |
| Terz              | 01 3⁄5′ |
| Cymbel III–IV 0   | 01 ⁄3′  |
| Fagott            | 16′     |
| Schalmose         | 08′     |

| Pedalwerk C–fa |        |
| Principalbaß   | 16′    |
| Subbaß         | 16′    |
| Octavbaß       | 08′    |
| Violonbaß      | 08′    |
| Octavbaß       | 04′    |
| Mixturbaß VI   | 02 ⁄3′ |
| Posaunenbaß 0  | 32′    |
| Posaunenbaß    | 16′    |
| Trompetenbaß   | 08′    |
| Clarinenbaß    | 04′    |

## Maße
- Länge des Hauptschiffs: 89 m
- Breite des Kirchenschiffs: 37 m
- Höhe des Hauptschiffs: 28 m (Dachfirst 48 m)
- Höhe der Seitenschiffe: 23 m
- Höhe der Türme: 62 m und 69 m (ursprünglich geplante Endhöhe: 86 m)